# Marele Uriaș Prietenos
Marele Uriaș Prietenos (titlu original: The BFG) este un film american din 2016 regizat și co-produs de Steven Spielberg. Este primul film al lui Spielberg regizat pentru Walt Disney Pictures.
Rolurile principale au fost interpretate de actorii Mark Rylance, Ruby Barnhill, Penelope Wilton, Jemaine Clement, Rebecca Hall, Rafe Spall și Bill Hader. Scenariul este scris de Melissa Mathison și este bazat pe romanul The BFG din 1982 de Roald Dahl.

## Distribuție
- Mark Rylance - BFG
- Ruby Barnhill - orfana Sophie
- Penelope Wilton ca Queen Elizabeth II
- Jemaine Clement -  Fleshlumpeater
- Rebecca Hall - Mary
- Rafe Spall - Mr. Tibbs, valetul reginei.[22]
- Bill Hader - Bloodbottler
- Michael David Adamthwaite - Butcherboy
- Daniel Bacon -  Bonecruncher
- Chris Gibbs - Gizzardgulper
- Adam Godley - Manhugger
- Paul Moniz de Sa - Meatdripper
- Jonathan Holmes - Childchewer
- Ólafur Ólafsson - Maidmasher
- Marilyn Norry - Mrs. Clonkers
- Chris Shields, Matt Frewer și Geoffrey Wade ca generali ai reginei

În limba română își dispută rolurile: solista vocală Nicole Cherry în rolul orfanei Sophie, cât și prezentatoarea de televiziune și actrița Cristina Cioran în rolul lui Mary.

## Producție
Filmările au început la 23 martie 2015, în Vancouver și s-au terminat la 12 iunie 2015. Weta Digital a realizat efectele vizuale. Cheltuielile de producție s-au ridicat la 140 de milioane $.